# Leeanna Walsman
Leeanna Walsman (ur. 22 listopada 1979 w Sydney) – australijska aktorka filmowa i telewizyjna, prawdopodobnie najbardziej znana z roli Zam Wesell w filmie Gwiezdne wojny: część II – Atak klonów.
W 2010 wystąpiła w filmie Granice zła w roli Alex.
Ma 168 cm wzrostu.